# Eikō no Saint Andrews
Eikō no Saint Andrews (栄光のセントアンドリュース) es un videojuego de golf desarrollado y publicado por SETA Corporation para Nintendo 64. Fue distribuido única y exclusivamente en Japón y llegó al mercado el 19 de noviembre de 1996, siendo el primer juego de golf en llegar a Nintendo 64.
El juego está ambientado en uno de los clubs de golf más antiguos del mundo, The Royal and Ancient Golf Club of St Andrews, en Escocia.